# Zkusebny.com
Zkusebny.com jsou síť volnočasových kulturních center v České a Slovenské republice. V České republice fungují jako Zkusebny.com, ve Slovenské republice jako Skusobne.com.
Zkusebny.com vznikly v roce 2004. Jsou provozovány neziskovým spolkem Kultura pro mládež. Nabízejí prostory pro trávení volného času duševní činností zdarma nebo za dostupnou cenu: hudební zkušebny, divadelní zkušebny, prostory pro vizuální či pohybové umění apod.
Zkusebny.com jsou držitelem ocenění Česká inovace. Zakladatel Zkusebny.com David Vlk získal za tento projekt titul Živnostník roku České republiky. Záštitu nad projektem převzala řada měst, osobností a významných institucí, například Evropské město kultury 2015 Plzeň, hlavní město Praha, Středočeský kraj (radní pro kulturu), České Budějovice a další. Zkusebny.com jsou čestným členem Asociace malých a středních podniků a živnostníků.